# Peter J. Stang
Peter John Stang (nacido el 17 de noviembre de 1941) es un químico germano-estadounidense y profesor distinguido de química en la Universidad de Utah. Fue editor en jefe del Journal of the American Chemical Society de 2002 a 2020.

## Biografía
Peter Stang nació en Núremberg, Alemania, de madre alemana y padre húngaro. Vivió en Hungría la mayor parte de su adolescencia. En la escuela, siguió cursos rigurosos de matemáticas y ciencias. En casa, fabricaba pólvora negra con ingredientes de la farmacia, y desarrolló un indicador de pH a partir del zumo de col roja que cocinaba su madre, y que vendía a sus "compañeros químicos".
En 1956, cuando Stang estaba en la mitad de su segundo año de secundaria, él y su familia huyeron de la invasión soviética de Hungría y emigraron a Chicago, Illinois. Al no hablar inglés, Stang suspendió sus cursos de historia americana e inglés, pero obtuvo las mejores notas de su clase en ciencias y matemáticas. Sus profesores, confundidos por su rendimiento, le hicieron un test de inteligencia. Stang se sintió confundido por el formato desconocido de la prueba y obtuvo una puntuación de 78. A pesar de ello, Stang fue admitido en la Universidad de DePaul y obtuvo su licenciatura en 1963. Se doctoró en 1966 en la Universidad de California, Berkeley.
Después de pasar un año como becario postdoctoral del NIH en la Universidad de Princeton con Paul Schleyer, Stang se unió a la facultad de química de la Universidad de Utah en 1969. Se convirtió en decano de la Facultad de Ciencias en 1997, durante el cual estableció la Cátedra de Matemáticas John E. and Marva M. Warnock Endowed, y supervisó la construcción y dedicación del nuevo David M. Grant NMR Center en 2006. Renunció como decano en 2007. Es miembro de la Academia Nacional de Ciencias. Fue editor en jefe del Journal of Organic Chemistry de 2000 a 2001. En 2013 fue galardonado con la Medalla Priestley de la American Chemical Society. Fue editor en jefe del Journal of the American Chemical Society de 2002 a 2020, sucedido en 2021 por Erick M. Carreira.

## Intereses de investigación
La investigación de Stang se ha centrado en el diseño y la síntesis de pequeñas moléculas orgánicas que se autoensamblan en formas geométricas más grandes con aplicaciones potenciales como nanodispositivos, catalizadores selectivos de forma y agentes moleculares para la separación por quelación y cromatografía.

## Premios y honores
- Medalla de oro del Instituto Americano de Químicos (2020)[9][10]
- Medalla Priestley, (2013)
- Medalla Nacional de Ciencias, (2010)
- Premio al Servicio Distinguido Paul G. Gassman de la División de Química Orgánica de la ACS, (2010)
- Medalla FA Cotton a la excelencia en investigación química de la American Chemical Society (2010)
- Profesor Honorario Instituto CAS de Química, Beijing, Zheijiang U; East China Normal U y East China U of Science and Technology, (2010)
- Medalla Fred Basolo por investigación destacada en química inorgánica, (2009)
- Miembro extranjero de la Academia Húngara de Ciencias, (2007)
- Premio ACS a la Investigación Creativa y Aplicaciones de la Química del Yodo, (2007)
- Premio Linus Pauling (2006)
- Miembro extranjero de la Academia de Ciencias de China (2006)
- Miembro de la Academia Estadounidense de las Artes y las Ciencias (2002)[11]
- Miembro de la Academia Nacional de Ciencias.
- Premio ACS George A. Olah en Química de Hidrocarburos o Petróleo, (2003)
- Miembro, Junta Directiva de AAAS, (2003–2007)
- Premio a la enseñanza Robert W. Parry, (2000)
- Premio ACS James Flack Norris en Química Orgánica Física, (1998)
- Premio Rosemblatt a la Excelencia de la Universidad de Utah, (1995)
- Premio Utah en Química, Sociedad Química Estadounidense, (1994)
- Medalla del gobernador de Utah para la ciencia y la tecnología, (1993)
- Doctorado Honorario en Ciencias (D. Sc. honoris causa) Universidad Estatal de Moscú, Moscú, Rusia (1992)
- Académico senior Fulbright, (1987–1988)
- Premio a la Investigación Distinguida de la Universidad de Utah, (1987)
- Becario AAAS, becario de la Japan Society for the Promotion of Science (1985, 1998)
- Beca Lady Davis (profesor visitante), Technion, Israel, (1986, 1997)
- Premio Humboldt "Científico estadounidense senior" (1977, 1996, 2010)
- Editor asociado, Revista de la Sociedad Química Estadounidense (1982–1999)
- Oficial Ejecutivo del Simposio Nacional Orgánico (1985)